# Hell of a Collection
Hell of a Collection — первый сборник финской рок-группы The Rasmus, выпущенный в 2001 году.

## Об альбоме
Hell of a Collection первый альбом, вышедший при участии нового барабанщика группы Аки Хакала, заменивший в 1998 году Янне Хейсканена. У альбома есть 2 версии: Международная и Русская. В международную версию вошли песни с первых трёх альбомов The Rasmus, а также 2 песни из четвёртого альбома Into (Chill & F-f-f-falling), появившиеся на свет чуть позже и песня на финском языке Rakkauslaulu. В русскую версию вошли только песни с первых трёх альбомов. Помимо этого они отличаются временем в некоторых песнях.

## Список композиций

### Версия 2001 года
1. «F-F-F-Falling» (Swedish Remix) (позже появилось в Into) — 3:52
2. «Chill» (позже появилось в Into) — 4:13
3. «Liquid» (из Hell of a Tester) — 4:17
4. «Every Day» (из Hell of a Tester) — 3:18
5. «City of the Dead» (из Hell of a Tester) — 3:22
6. «Help Me Sing» (из Hell of a Tester) — 3:24
7. «Playboys» (из Playboys) — 2:57
8. «Blue» (из Playboys) — 3:14
9. «Ice» (из Playboys) — 2:45
10. «Sophia» (из Playboys) — 2:42
11. «Wicked Moments» (из Playboys) — 2:56
12. «Ghostbusters» (Ray Parker Jr.) (из Peep) — 3:35
13. «Funky Jam» (из Peep) — 2:11
14. «Myself» (из Peep) — 3:53
15. «P.S.» (из Peep) — 2:56
16. «Rakkauslaulu» — 3:35
17. «Life 705» (Version '99) (с сингла Swimming with the Kids) — 5:42
18. «Liquid» (Demo) (с сингла Liquid) — 3:11

### Переиздание 2004 года
1. «City of the Dead» (из Hell of a Tester) — 3:19
2. «Liquid» (из Hell of a Tester) — 4:16
3. «Every Day» (из Hell of a Tester) — 3:17
4. «Swimming with the Kids» (из Hell of a Tester) - 3:29
5. «Wellwell» (из Playboys) — 3:20
6. «Help Me Sing» (из Hell of a Tester) — 3:24
7. «Playboys» (из Playboys) — 2:57
8. «Blue» (из Playboys) — 4:20
9. «Ice» (из Playboys) — 2:44
10. «Sophia» (из Playboys) — 2:41
11. «Wicked Moments» (из Playboys) — 2:54
12. «Ghostbusters» (Ray Parker Jr.) (из Peep) — 3:35
13. «Funky Jam» (из Peep) — 2:11
14. «Myself» (из Peep) — 3:50
15. «P.S.» (из Peep) — 2:54
16. «Man in the Street» (из Hell of a Tester) — 3:31
17. «Life 705» (Version '99) (с сингла Swimming with the Kids) — 5:37
18. «Liquid» (Demo) (с сингла Liquid) — 3:10